# Associazione Calcio Mantova 1933-1934
Questa pagina raccoglie i dati riguardanti l'Associazione Calcio Mantova nelle competizioni ufficiali della stagione 1933-1934.

## Stagione
L'allenatore Guglielmo Reggiani dà un assetto offensivo al Mantova.
Con un quintetto di attaccanti costituito dal centravanti Vallari, le ali Orlandi e Lazzarini e i centrocampisti Artioli (o Fava) e Moretti di supporto, la squadra può di produrre un buon gioco e di raggiungere un discreto risultato, concludendo il campionato di al settimo posto. 
In questa stagione si registrano anche la prestigiosa vittoria sulla squadra B del Bologna e l'8-0 inflitto al Forlì, che "vendica" così la sonora sconfitta 0-7 della stagione precedente.

## Rosa
| N. |                      | Ruolo | Calciatore        |
| -- | -------------------- | ----- | ----------------- |
|    | Italia (bandiera)    | P     | Ennio Vaini       |
|    | Italia (bandiera)    | D     | Guido Bonazzi     |
|    | Italia (bandiera)    | D     | Arcangelo Rubini  |
|    | Italia (bandiera)    | C     | Emilio Mantovani  |
|    | Italia (bandiera)    | D     | Pietro Negri      |
|    | Italia (bandiera)    | D     | Pietro Menegazzi  |
|    | Italia (bandiera)    | A     | Riccardo Orlandi  |
|    | Italia (bandiera)    | C     | Napoleone Moretti |
|    | Argentina (bandiera) | A     | Riziero Vallari   |
|    | Italia (bandiera)    | C     | Enzo Artioli      |

| N. |                   | Ruolo | Calciatore       |
| -- | ----------------- | ----- | ---------------- |
|    | Italia (bandiera) | A     | Enrico Lazzarini |
|    | Italia (bandiera) | D     | Walter Vergani   |
|    | Italia (bandiera) | D     | Silvano Maccari  |
|    | Italia (bandiera) | D     | Achille Querci   |
|    | Italia (bandiera) | C     | Luigi Fava       |
|    | Italia (bandiera) | C     | Monesi           |
|    | Italia (bandiera) | A     | Bruno Barbieri   |
|    | Italia (bandiera) | A     | Ermanno Frattini |
|    | Italia (bandiera) | A     | Avanzi           |

## Risultati

### Prima Divisione

#### Girone d'andata
| Mantova 24 settembre 1933 1ª giornata | Mantova | 0 – 0 | Casalecchio | Stadio Benito Mussolini |

| Forlimpopoli 1º ottobre 1933 2ª giornata                         | Forlimpopoli | 1 – 2                | Mantova | Campo di Via Duca d'Aosta |
| \| \| \| \| \| Barba 71’ \| Marcatori \| 23’ Vallari 60’ Fava \| |              |                      |         |                           |
|                                                                  |              |                      |         |                           |
| Barba 71’                                                        | Marcatori    | 23’ Vallari 60’ Fava |         |                           |

| Arbitro: | Zorzi (Belluno) |

|               |           |  |
| Lazzarini 75’ | Marcatori |  |

| Molinella 15 ottobre 1933 4ª giornata | Molinella | 2 – 1 | Mantova | Stadio Augusto Magli |
| \| \| \| \| \| \| Marcatori \| [2] \| |           |       |         |                      |
|                                       |           |       |         |                      |
|                                       | Marcatori | [ 2 ] |         |                      |

| Arbitro: | Gianni (Lucca) |

|  |           |                           |
|  | Marcatori | 55’ Artioli 60’ Mantovani |

| Arbitro: | Dentelli (Parma) |

|                                                         |           |              |
| Moretti 13’ (rig.), 80’ Lazzarini 27’ Barbieri 57’, 72’ | Marcatori | 73’ Morselli |

| Rimini 1º novembre 1933 7ª giornata   | Ferroviario Rimini | 3 – 2 | Mantova | Stadio Littorio |
| \| \| \| \| \| \| Marcatori \| [2] \| |                    |       |         |                 |
|                                       |                    |       |         |                 |
|                                       | Marcatori          | [ 2 ] |         |                 |

| Mantova 5 novembre 1933 8ª giornata                                                                      | Mantova   | 5 – 2                    | Libertas Rimini | Stadio Benito Mussolini |
| \| \| \| \| \| Vallari 5’, 62’ Barbieri 22’, 65’ Moretti 35’ \| Marcatori \| 32’ Mietti 66’ Fallavena \| |           |                          |                 |                         |
| |           |                          |                 |                         |
| Vallari 5’, 62’ Barbieri 22’, 65’ Moretti 35’                                                            | Marcatori | 32’ Mietti 66’ Fallavena |                 |                         |

| Bologna 12 novembre 1933 9ª giornata                     | Bologna B | 1 – 1      | Mantova |  |
| \| \| \| \| \| Vallari 58’ \| Marcatori \| 62’ Donati \| |           |            |         |  |
|                                                          |           |            |         |  |
| Vallari 58’                                              | Marcatori | 62’ Donati |         |  |

| Arbitro: | Cambi (Ancona) |

|                                 |           |  |
| Lazzaretti 21’, 64’ Aigotti 48’ | Marcatori |  |

| Mantova 26 novembre 1933 11ª giornata       | Mantova   | 0 – 1     | Russi | Stadio Benito Mussolini |
| \| \| \| \| \| \| Marcatori \| 65’ Rossi \| |           |           |       |                         |
|                                             |           |           |       |                         |
|                                             | Marcatori | 65’ Rossi |       |                         |

| Portomaggiore 10 dicembre 1933 12ª giornata | Portuense | 2 – 1 | Mantova |  |
| \| \| \| \| \| \| Marcatori \| [2] \|       |           |       |         |  |
|                                             |           |       |         |  |
|                                             | Marcatori | [ 2 ] |         |  |

| Mantova 31 dicembre 1933 13ª giornata                                                                                    | Mantova   | 8 – 0 | Forlì | Stadio Benito Mussolini |
| \| \| \| \| \| Moretti 14’, 43’ (rig.) Vallari 34’, 75’ Orlandi 62’, 72’ Negri 78’ (rig.) Artioli 85’ \| Marcatori \| \| |           |       |       |                         |
| |           |       |       |                         |
| Moretti 14’, 43’ (rig.) Vallari 34’, 75’ Orlandi 62’, 72’ Negri 78’ (rig.) Artioli 85’                                   | Marcatori |       |       |                         |

#### Girone di ritorno
| Casalecchio di Reno 7 gennaio 1934 14ª giornata | Casalecchio | 1 – 1 | Mantova |  |
| \| \| \| \| \| \| Marcatori \| [2] \|           |             |       |         |  |
|                                                 |             |       |         |  |
|                                                 | Marcatori   | [ 2 ] |         |  |

| Mantova 14 gennaio 1934 15ª giornata                           | Mantova   | 2 – 1       | Forlimpopoli | Stadio Benito Mussolini |
| \| \| \| \| \| Moretti 17’, 55’ \| Marcatori \| 5’ Liverani \| |           |             |              |                         |
|                                                                |           |             |              |                         |
| Moretti 17’, 55’                                               | Marcatori | 5’ Liverani |              |                         |

| Arbitro: | Curradi (Firenze) |

|                                                                   |           |               |
| Paini 32’, 33’ Pogliano 51’, 66’ Croci 68’ Moreni 74’ Stocchi 77’ | Marcatori | 62’ Lazzarini |

| Mantova 28 gennaio 1934 17ª giornata                                          | Mantova   | 2 – 2               | Molinella | Stadio Benito Mussolini |
| \| \| \| \| \| Barbieri 2’ Moretti 65’ \| Marcatori \| 5’ Zuffa 10’ Grandi \| |           |                     |           |                         |
|                                                                               |           |                     |           |                         |
| Barbieri 2’ Moretti 65’                                                       | Marcatori | 5’ Zuffa 10’ Grandi |           |                         |

| Arbitro: | Pizziolo (Firenze) |

|  |           |            |
|  | Marcatori | 30’ Sgarbi |

| Arbitro: | Sorbi (Firenze) |

|             |           |                         |
| Cortesi 75’ | Marcatori | 18’ Vergani 58’ Moretti |

| Mantova 25 febbraio 1934 20ª giornata                                          | Mantova   | 2 – 1             | Ferroviario Rimini | Stadio Benito Mussolini |
| \| \| \| \| \| Barbieri 51’ Mantovani 80’ \| Marcatori \| 72’ (rig.) Varoli \| |           |                   |                    |                         |
|                                                                                |           |                   |                    |                         |
| Barbieri 51’ Mantovani 80’                                                     | Marcatori | 72’ (rig.) Varoli |                    |                         |

| Rimini 4 marzo 1934 21ª giornata | Libertas Rimini | 0 – 0 | Mantova | Stadio Littorio |

| Mantova 11 marzo 1935 22ª giornata                         | Mantova   | 2 – 0 | Bologna B | Stadio Benito Mussolini |
| \| \| \| \| \| Frattini 15’ Moretti 67’ \| Marcatori \| \| |           |       |           |                         |
|                                                            |           |       |           |                         |
| Frattini 15’ Moretti 67’                                   | Marcatori |       |           |                         |

| Mantova 18 marzo 1934 23ª giornata | Mantova          | 0 – 0 | Reggiana | Stadio Settimio Leoni\| Arbitro: \| Scotti (Taranto) \| |
| Arbitro:                           | Scotti (Taranto) |       |          |                                                         |

| Russi (Italia) 1º aprile 1934 24ª giornata | Russi | 1 – 0 | Mantova | Stadio Bruno Bucci |

| Mantova 8 aprile 1934 25ª giornata                               | Mantova   | 2 – 1       | Portuense | Stadio Benito Mussolini |
| \| \| \| \| \| Fava 38’ Negri 89’ \| Marcatori \| 56’ Baruzzi \| |           |             |           |                         |
|                                                                  |           |             |           |                         |
| Fava 38’ Negri 89’                                               | Marcatori | 56’ Baruzzi |           |                         |

| Forlì 15 aprile 1934 26ª giornata | Forlì | 2 – 0 | Mantova | Stadio Tullo Morgagni |

## Statistiche

### Statistiche di squadra
| Competizione    | Punti | In casa | In casa | In casa | In casa | In casa | In casa | In trasferta | In trasferta | In trasferta | In trasferta | In trasferta | In trasferta | Totale | Totale | Totale | Totale | Totale | Totale | DR |
| Competizione    | Punti | G       | V       | N       | P       | Gf      | Gs      | G            | V            | N            | P            | Gf           | Gs           | G      | V      | N      | P      | Gf     | Gs     | DR |
| --------------- | ----- | ------- | ------- | ------- | ------- | ------- | ------- | ------------ | ------------ | ------------ | ------------ | ------------ | ------------ | ------ | ------ | ------ | ------ | ------ | ------ | -- |
| Prima Divisione | 28    | 13      | 8       | 3       | 2       | 29      | 10      | 13           | 3            | 3            | 7            | 13           | 26           | 26     | 11     | 6      | 9      | 42     | 36     | +6 |